# Mécénat Chirurgie cardiaque
 (décembre 2023).
 (octobre 2016).
Si vous disposez d'ouvrages ou d'articles de référence ou si vous connaissez des sites web de qualité traitant du thème abordé ici, merci de compléter l'article en donnant les références utiles à sa vérifiabilité et en les liant à la section « Notes et références ».
 (janvier 2017).
Mécénat Chirurgie cardiaque est une organisation non gouvernementale spécialisée dans la chirurgie cardiaque pédiatrique, fondée en 1996 par le professeur Francine Leca et par Patrice Roynette. Elle permet à des enfants atteints de malformations cardiaques, originaires de pays défavorisés où opérer était impossible faute de moyens techniques ou financiers, d'être accueillis et soignés en France.

## Le contexte
Dans le monde, près d’un enfant sur 100 naît avec une malformation cardiaque grave. Qu'elles soient d'origine infectieuse ou congénitale, ces maladies sont souvent mortelles, et requièrent une intervention chirurgicale. Les traitements existent, mais font appel à des techniques médicales très pointues, rodées, et extrêmement coûteuses. Pour des raisons techniques et financières, de nombreux enfants ne peuvent pas être opérés dans leur pays.

## La vocation de l'association
L’association Mécénat Chirurgie cardiaque se mobilise en faveur de ces enfants en les prenant en charge, en assurant le financement de leur opération et leur séjour en France (un mois et demi environ). Le professeur Francine Leca, présidente de l’association, et Patrice Roynette, co-président, ont fondé l'association en 1996.
L’équipe de Mécénat Chirurgie cardiaque accueille et opère les enfants dans douze hôpitaux en France (Angers, Bordeaux, Lyon, Marseille, Nantes, Strasbourg, Toulouse, Tours et quatre hôpitaux à Paris).
Parallèlement, dans le souci de sécuriser et de pérenniser cette action, l’association dispense aussi depuis 2006 à Paris une formation à des chirurgiens étrangers. Ils acquièrent les compétences qu’ils utilisent par la suite dans leur pays pour des missions de pré-diagnostic et de suivi des enfants ayant été opérés.

« Accueillir des enfants du monde entier atteints de malformations cardiaques, les opérer et les ramener chez eux guéris, tel est notre pari au quotidien depuis 1996. Aujourd’hui, plusieurs centaines d’enfants ont été sauvés grâce à l’incroyable dévouement de familles d’accueil bénévoles, au concours généreux d’entreprises mécènes, de partenaires logistiques et de donateurs particuliers ; avec générosité ils accompagnent notre action. »

— Pr Francine Leca, présidente.

## Financement et fonctionnement
La chirurgie cardiaque est une spécialité médicale très coûteuse (2 000 € par jour d’hospitalisation en service spécialisé). Seuls des fonds privés permettent à l’association de financer les interventions des enfants. Grâce aux efforts de familles d’accueil bénévoles, et à la participation logistique d’entreprises mécènes, le coût d’un séjour d’un enfant est de 12 000 €.
Les bénévoles représentent plus de 300 familles qui accueillent les enfants pendant leur séjour en France. Ces familles permettent notamment de minimiser la durée d’hospitalisation et assurent l’ensemble des frais liés à la vie quotidienne de l’enfant pendant son séjour en France. Elles l’accompagnent et le rassurent lors des visites à l’hôpital, au centre de convalescence puis dans leur foyer où l’enfant séjourne pendant six à huit semaines. 
Les partenaires logistiques concourent également à une diminution sensible des coûts médicaux et de structure (Aviation sans frontières, Centre de convalescence du Château des Côtes aux Loges-en-Josas, Éliance, etc.).
Le coût final pour Mécénat Chirurgie cardiaque est ainsi ramené à 12 000 €. Il est couvert grâce au mécénat d’entreprises (42 % des ressources) via de nombreux partenariats (Initiatives-Cœur) et autour de grands événements (Marathon de Paris, Tour de France, 24 Heures du Mans, Transat Jacques-Vabre, Tour Auto Lissac, etc.), aux événements organisés par Mécénat Chirurgie cardiaque ou à son profit (48 % des ressources), aux dons des particuliers (10 %).
Mécénat Chirurgie cardiaque est reconnue de bienfaisance. Elle est assimilée fiscalement à une association reconnue d’utilité publique et d’aide aux personnes en difficulté.

## Un réseau national
Le siège de l’association se situe à Paris. Mécénat Chirurgie cardiaque possède également des antennes à Strasbourg, Angers, Bordeaux, Lyon, Marseille, Nantes, Tours et Toulouse.

## Les marraines de l'association
- Inès de La Fressange
- Catherine Chabaud